# Kabinett Northam
Das Kabinett Northam bildet seit dem 13. Januar 2018 die Regierung des US-Bundesstaates Virginia. 

## Kabinettsmitglieder
| Amt                                                      | Amtsinhaber | Amtsinhaber       |
| -------------------------------------------------------- | ----------- | ----------------- |
| Gouverneur von Virginia                                  |             | Ralph Northam     |
| Vizegouverneur von Virginia                              |             | Justin Fairfax    |
| Ministerin für das Commonwealth                          |             | Kelly Thomasson   |
| Ministerin für Verwaltung                                |             | Keyanna Conner    |
| Ministerin für Land- und Forstwirtschaft                 |             | Bettina Ring      |
| Minister für Handel und Gewerbe                          |             | Brian Ball        |
| Bildungsminister                                         |             | Atif Qarni        |
| Finanzminister                                           |             | Aubrey Layne      |
| Minister für Gesundheit und humanitärer Angelegenheiten  |             | Daniel Carey      |
| Umweltminister                                           |             | Matt Strickler    |
| Minister für öffentliche und innere Sicherheit           |             | Brian Moran       |
| Verkehrsministerin                                       |             | Shannon Valentine |
| Minister für Veteranen- und Verteidigungsangelegenheiten |             | Carlos Hopkins    |